# Kolofon (stad)

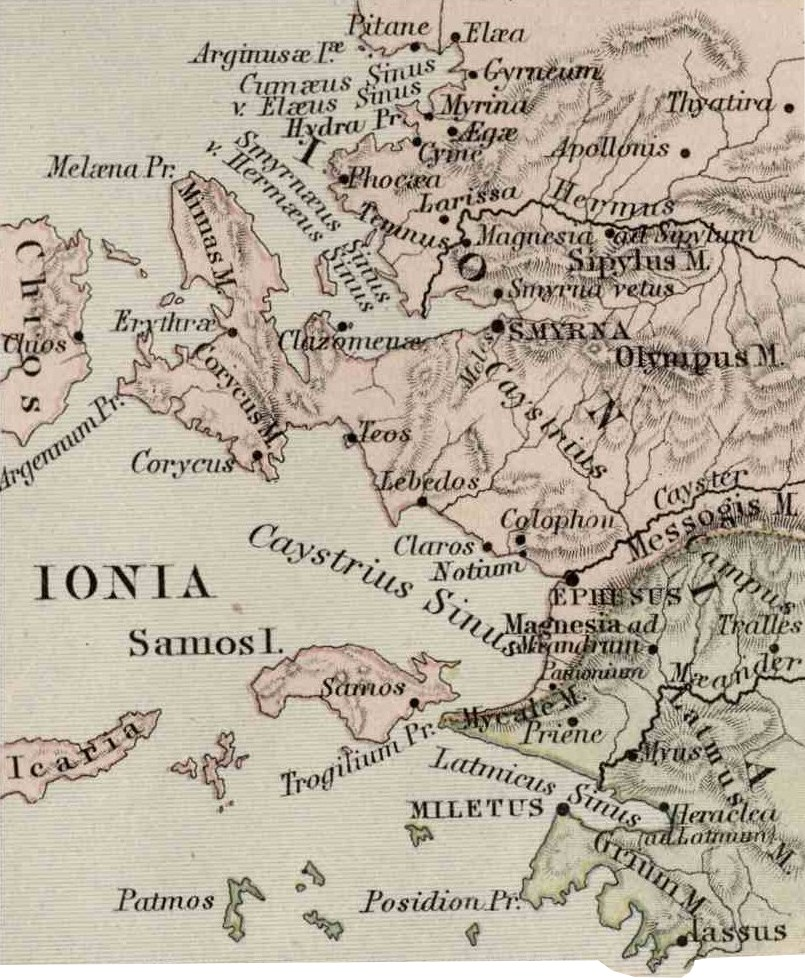
Karta över antikens Jonien, med Kolofon utmärkt.

Kolofon (grekiska: Κολοφών, latin Colophon) var en av de tolv forntida städerna i det joniska förbundet på Mindre Asiens västra kust.

## Geografi
Kolofon låg nordväst om Efesos, inte långt från Kaystriska viken, vid vilken dess hamnstad, Notion, var belägen. I närheten låg den Klariske Apollons tempel med ett berömt orakel.

## Historia
Enligt de litterära källorna befolkades Kolofon först under bronsåldern, först av kreter och sedan av mykener. Senare greker kom från Pylos och utkämpade hårda strider för att få fotfäste. Kolofon ägde under sin blomstringstid betydande sjömakt och ypperligt rytteri, men erövrades flera gånger, av lyderna, perserna, Lysimachos och slutligen av de kilikiska sjörövarna. Bland många andra städer gjorde den anspråk på att vara Homeros födelseort. Till dess produkter hörde det efter dess namn uppkallade hartset kolofonium.

## Utgrävningar
1913 gjordes franska utgrävningar av den Klariske Apollons tempel. Då hittades dess propyléer, en dorisk marmorbyggnad och en marmorexedra med många inskrifter.